# اوفوت پینین
اوفوت پینین (انگلیسی: Offutt Pinion; ۲۳ مارس ۱۹۱۰ – ۳۰ سپتامبر ۱۹۷۶) ورزشکار ورزش تیراندازی اهل ایالات متحده آمریکا بود.
وی در مسابقات کشوری و بین‌المللی در مجموع برندهٔ ۱ مدال برنز شده‌است.